# Refuge des Conscrits
Le refuge des Conscrits est un refuge situé aux Contamines-Montjoie, dans le massif du Mont-Blanc, au-dessus de la rive droite du glacier de Tré-la-Tête.

## Toponymie
Le refuge des Conscrits a été baptisé ainsi en mémoire d'une ascension réalisée en 1910 par trois jeunes conscrits originaires du village des Contamines-Montjoie à la veille de leur appel sous les drapeaux.

## Histoire
Le refuge actuel est ouvert depuis 1997 et remplace les différents abris érigés depuis 1943. Le précédent refuge des Conscrits, maintenant détruit, était rudimentaire ; il se situait plus haut au nord-est, vers la pointe des Conscrits (3 226 m) et l'aiguille de la Bérangère (3 425 m).

## Description
Le refuge est équipé en panneaux solaires, séchoir pour vêtements humides, chauffage et douches chaudes.

## Accès
On accède à ce refuge depuis le Cugnon aux Contamines-Montjoie, en passant par le refuge de Tré la Tête, puis par le glacier de Tré-la-Tête.
Il est aussi possible d'y accéder sans emprunter le glacier, en restant sur sa rive droite, et en franchissant un pont suspendu, situé à environ 45 minutes du refuge.

## Ascensions
Les courses les plus praticables depuis ce refuge entourent le glacier de Tré-la-Tête et sont d'abord l'ascension des dômes de Miage (3 673 m), mais aussi l'aiguille de la Bérangère, (3 425 m), l'aiguille de la Lex Blanche (3 697 m), le col Infranchissable (3 349 m), etc.